# 사투마레주

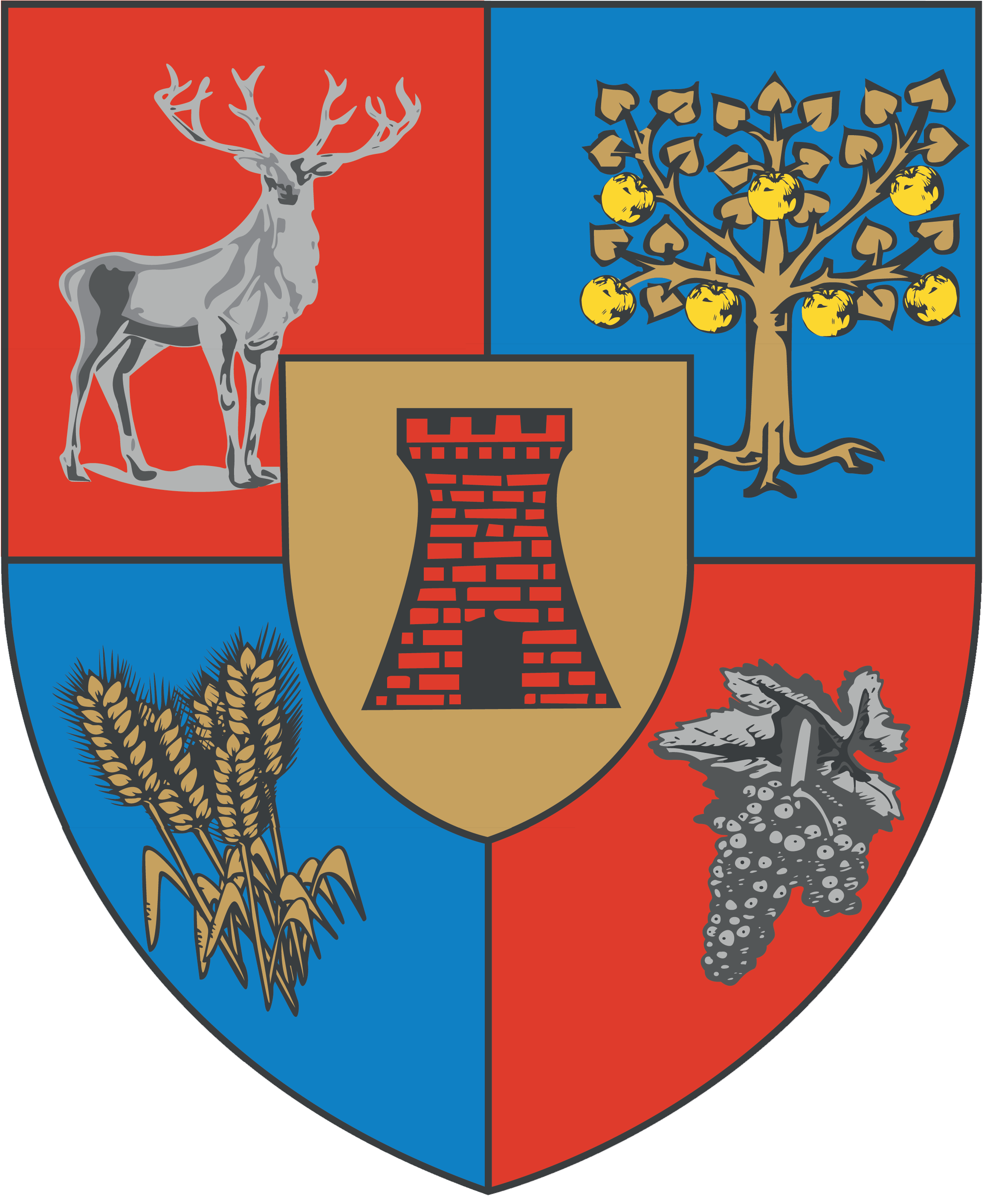
주 문장

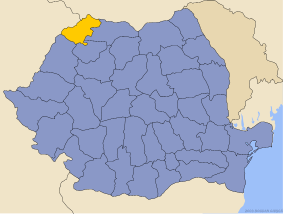
사투마레 주의 위치

사투마레주(루마니아어: Judeţul Satu Mare, 헝가리어: Szatmár megye)는 루마니아 북서부 트란실바니아 지방에 위치한 주로, 주도는 사투마레이며 면적은 4,418km2, 인구는 366,270명(2002년 기준), 인구 밀도는 83명/km2, ISO 3166-2 코드는 RO-SM이다. 동쪽으로는 마라무레슈 주, 서쪽으로는 헝가리 서볼치서트마르베레그 주, 북쪽으로는 우크라이나 자카르파탸주, 남쪽으로는 비호르 주, 설라지 주와 접하며 2개 시와 4개 마을, 59개 지방 자치체를 관할한다.
주 전체 인구 가운데 59%는 루마니아인, 35%는 헝가리인, 3.5%는 로마인, 1.7%는 독일인이며 루신인과 우크라이나인, 슬로바키아인 등 그 외의 소수 민족도 거주한다. 주의 주요 산업은 직물 산업, 기계 부품과 자동차 부품 산업, 식품 산업, 임업과 가구 제조업이다.